# Церква бичування
Церква бичування (англ. Church of the Flagellation) — невелика церква на Via Dolorosa у мусульманському кварталі старого міста Єрусалиму. Побудована на місці бичування Ісуса Христа.
Церкву збудовану ще за часів хрестоносців, було конфісковано у францисканців оттоманськими завойовниками Єрусалиму у 1618 році. Будівля служила спочатку як конюшня, а пізніше була переобладнана у ткацьку майстерню. У 1838 році Ібрагім-паша передав зруйновану будівлю францисканцям назад. Баварський герцог Максиміліан дав пожертву на відбудову церкви. Її відбудовано у стилі XII століття за планами «архітектора Святої землі» — Антоніо Барлуцці і відкрито 1929 року.
Три вікна церкви символізують бичування Ісуса Христа (Ів. 19:1, Мр. 15:15); Понтія Пілата, який умиває руки (Мт. 27:24) та радість Варавви (Мт. 27:26, Мр. 15:15, Лк. 23:24–25) якого амністували. Терновий вінок на склепінні символізує наругу над Ісусом Христом.
Церква бичування є другою стацією Хресної дороги на Віа Долороза.
Навпроти Церкви бичування знаходиться Каплиця засудження.

## Галерея

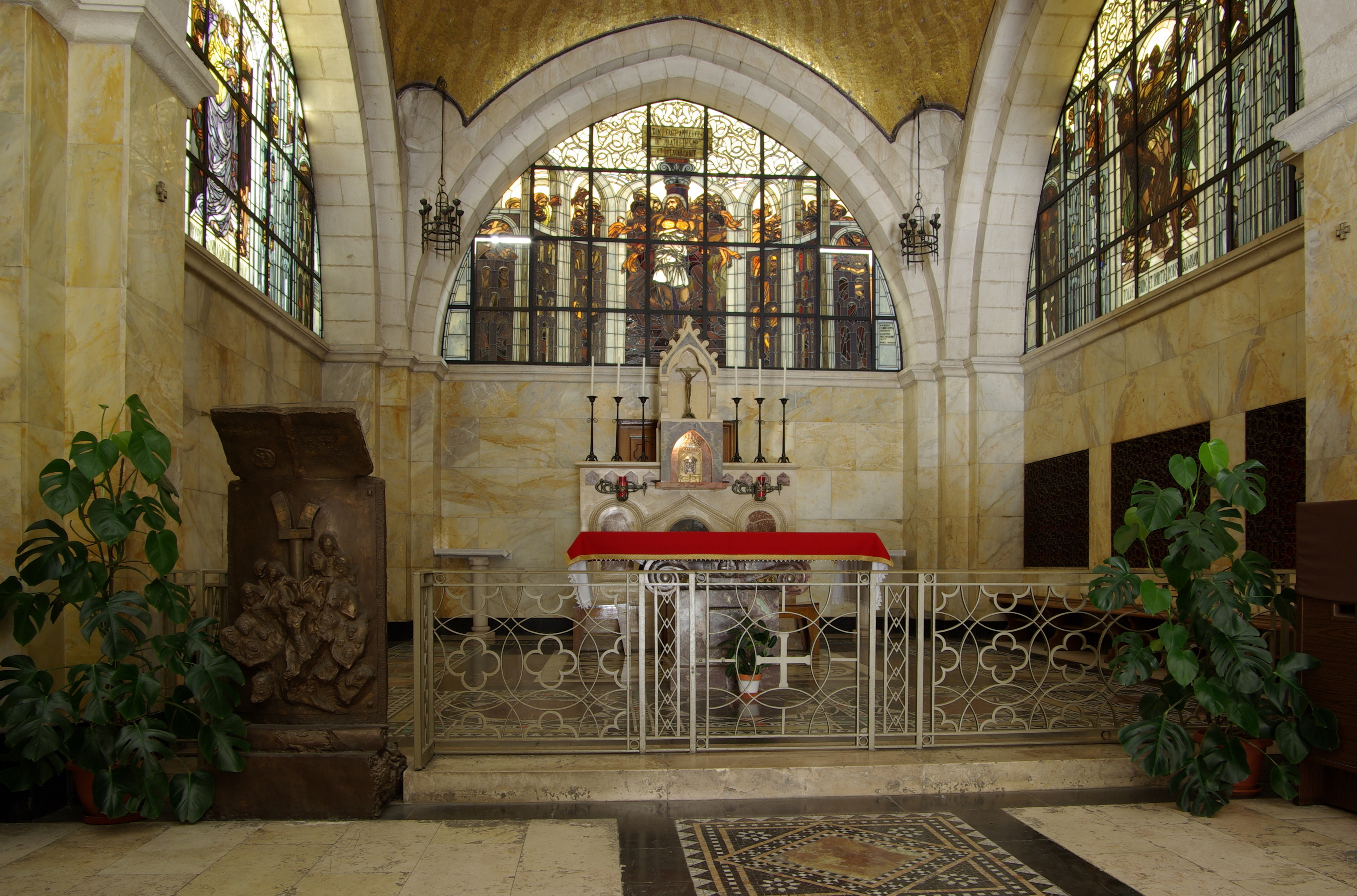
Інтер'єр
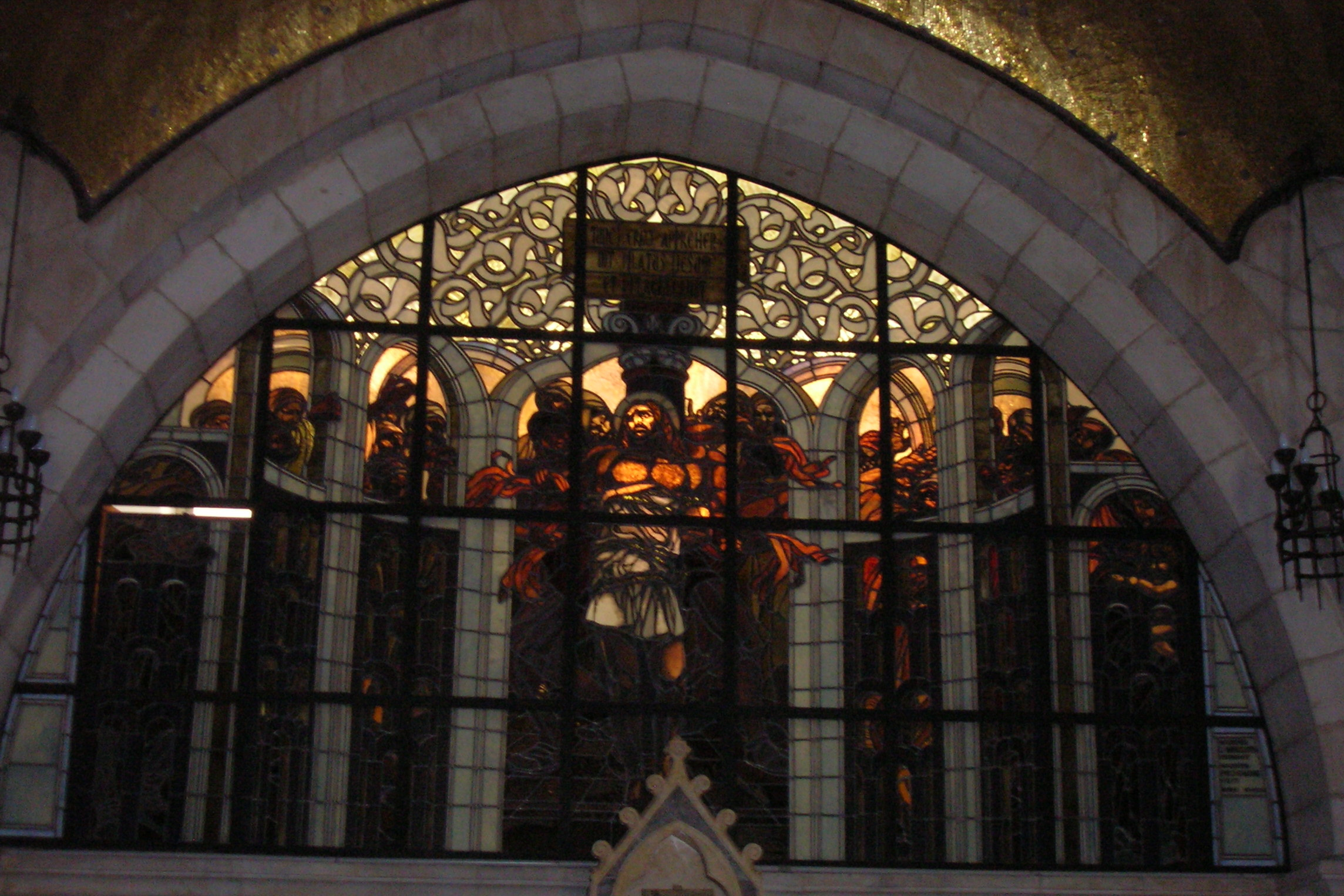
Бичування Ісуса христа
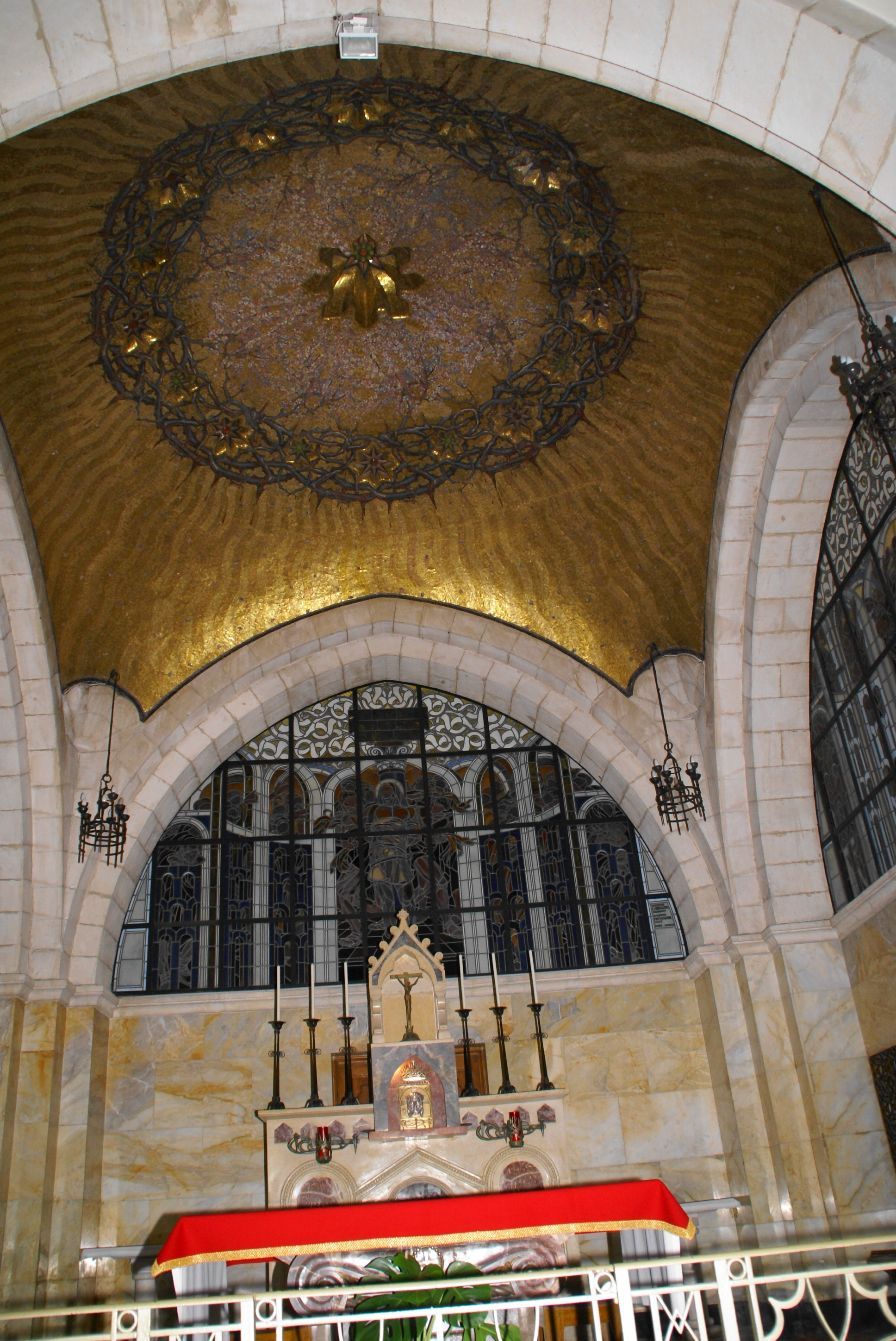
Тернова крона на склепінні